# Ambodifototra
Ambodifototra, grad s 11 830 stanovnika na otoku Nosy Boraha na sjeveroistoku Madagaskara, u Provinciji Toamasina; Regija Analanjirofo. Najveći je otočni grad i upravno središte Distrikta Nosy Boraha.

## Povijest
Ambodifototra se kao naselje počela formirati početkom 17. stoljeća, kad su njen zaljev kasnije nazvan Gusarski odabrali pirati za svoju bazu. Oni su na Gusarskom otoku (danas Libertalia) u zaljevu imali svoje naselje od kojeg je danas ostalo samo njihovo groblje (Cimetière Forbans) i olupine brodova na dnu zaljeva. Pravi razvoj naselja otpočeo je godine 1750. kad je Nosy Boraha postao francuski posjed, tad je Francuska Istočnoindijska kompanija (Compagnie des Indes) izgradila citadelu. Od godine 1820. otok je francuska kolonija, tad su se na otoku počele osnivati velike plantaže za uzgoj šećerne trske i riže te stočarske farme za uzgoj goveda. U tom razdoblju, 1857. godine, izgrađena je katolička Crkva sv. Marije. To je najstarija crkva na Madagaskaru. Uz nju se prostire trg Albrand. Ambodifototra je postala upravno središte cijelog otoka kad je Madagaskar postao francuska kolonija 1896. godine, tad su izgrađene zgrade za smještaj uprave.
Najveća atrakcija mjesta je godišnji festival kitova u rujnu, kad uz obalu nahrupe brojni grbavi kitovi iz Antarktike.
Monegaško udruženje AMADE (Association nationale Monégasque des Amis De l'Enfance) podiglo je 2008. veliki školski kompleks Princeze Grace od Monaka (Complexe Scolaire et de Formation Professionnelle Princesse Grace de Monaco).

## Geografska i klimatska obilježja
Ambodifototra se nalazi na zapadnoj obali otoka prema Madagaskaru, udaljena oko 170 km (141 zračne) sjeverno od provincijskog središta Toamasine i oko 483 km od glavnog grada Antananariva (zračnom linijom 327 km). Naselje leži na južnom, užem dijelu otoka pored Piratskog zaljeva. Grad kao i otok ima tipičnu tropsku klimu sa stalnim dnevnim kišama i visokim temperaturama tijekom cijele godine. Od lipnja do rujna traje suho hladno razdoblje, dok je od studenog do ožujka vruće vlažno razdoblje. Prosječna dnevna temperatura je relativno konstantna cijelu godinu, iako je malo hladnije u srpnju i kolovozu. Tad je prosječna temperatura oko 24°C. Nešto toplije je u siječnju i veljači kad temperature dosežu u prosjeku 30°C. Sezona ciklona traje od siječnja do ožujka. 

## Gospodarstvo i promet
Danas je Ambodifototra turistički grad s dosta hotela i restorana, ima malu luku odakle idu brodovi za obližnji grad
Soanierana Ivongo na Madagaskaru. Nešto južnije od grada nalazi se otočna zračna luka Sainte Marie (IATA: SMS, ICAO: FMMS), iz koje postoje redovne linije za Antananarivo i Toamasinu koje održava domaća kompanija Air Madagaskar.

## Vanjske poveznice
- Saint marie na portalu Office National du Tourisme de Madagascar  Arhivirana inačica izvorne stranice od 5. veljače 2011. (Wayback Machine)
- Piratsko groblje, na portalu trazzler.com